# Neoterebra spirosulcata
Neoterebra spirosulcata é uma espécie de gastrópode do gênero Neoterebra, pertencente a família Terebridae.